# Prins George af Wales
Prins George af Wales (født 22. juli 2013 i London) er en britisk prins, der er den ældste søn af det britiske tronfølgerpar William, Prins af Wales og Catherine, Prinsesse af Wales.
Prins George er parrets første barn, såvel som det første barnebarn af Kong Charles 3. af Storbritannien og hans første hustru Diana, Prinsesse af Wales. Han er dermed nummer to i tronfølgen til den britiske trone og i de øvrige Commonwealth-rigers tronfølge efter sin far.

## Biografi

### Fødsel
Hertuginden blev indlagt på hospitalet tidligt om morgenen den 22. juli 2013.  Prinsen blev født kl 16:24 BST den 22. juli, og vejede 8 pounds 6 ounce (3800 gram).  Hertugen var ved sin kones side under fødslen, , der fandt sted i Lindo Wing på St Marys Hospital, London - det samme hospital, hvor prins William og hans bror, prins Harry, blev født af prinsesse Diana i hhv. 1982 og 1984. Det var Dronningen's tidligere gynækolog, Marcus Setchell, der hjalp barnet til verden bistået af sin efterfølger, Alan Farthing. 
Den officielle kundgørelse af fødslen skete ved opslag på et staffeli udenfor Buckingham Palace, men i et brud med traditionen blev nyheden først formidlet i en pressemeddelelse fra Buckingham Palaces embedsmænd.  Uden for hospitalet påtog Town Crier Tony Appleton sig at levere nyheder til de forsamlede sympatisører.  Kanonsalutter signalerede fødslen i Bermuda,  i London, , i New Zealand,  og i Canada; klokkerne i Westminster Abbey og mange andre kirker ringede; og ikoniske vartegn i alle Commonwealth-rigerne blev belyst i forskellige farver, for det meste blå, for at signalere fødslen af en dreng. 
Graviditeten blev beskrevet som en kilde til britisk national stolthed.  Komponisten Paul Mealor, der komponerede "Ubi Caritas et Amor" til forældrenes bryllup, komponeret en vuggevise med titlen "Sleep On", med teskst af komponist Brendan Graham. En optagelse blev lavet af sopranen Hayley Westenra, som en gave til barnet. 
Fødslen betød, at tre generationer af direkte arvinger til tronen var i live på samme tid. Det var en situation, der sidst opstod mellem 1894 og 1901, i de sidste syv år af dronning Victorias regeringstid. 
Den 24. juli 2013 blev prinsens navn annonceret som George Alexander Louis.

### Dåb
Prins George blev døbt af ærkebiskoppen af Canterbury i Chapel Royal i St. James' Palace den 23. oktober 2013 med Oliver Baker, Emilia Jardine-Paterson, Hugh Grosvenor,, Jamie Lowther-Pinkerton, Julia Samuel, William van Cutsem (søn af den afdøde Hugh van Cutsem) og Zara Tindall som faddere. Ceremonien brugte en skrifttype, der blev lavet til dronning Victorias første barn og vand fra Jordanfloden.
Der blev udsendt et sæt erindringsmønter for at fejre barnedåben, de første mønter i anledning af en royal barnedåb i Storbritannien.

### Opvækst
I januar 2016, startede George sin uddannelse på Westacre Montessori School Nursery, nær sin families hjem Anmer Hall i Norfolk.
Han havde sin første skoledag i grundskolen den 7. september 2017 på privatskolen Thomas's School i Battersea. I skolen er han kendt som George Cambridge.

## Titler, ordner og dekorationer

### Titel og prædikater
- 22. juli 2013 – 8. september 2022: Hans Kongelige Højhed Prins George af Cambridge
- 8. september 2022 – 9. september 2022: Hans Kongelige Højhed Prins George af Cornwall og Cambridge
- 9. september 2022 – nu: Hans Kongelige Højhed Prins George af Wales